# Bołdino (wieś w obwodzie włodzimierskim)
Bołdino (ros. Болдино) – wieś (dieriewnia) w Rosji, w obwodzie włodzimierskim, w rejonie pietuszyńskim. W 2010 liczyła 60 mieszkańców.
Znajduje tu się przystanek kolejowy Suszniewo, położony na nowym szlaku Kolei Transsyberyjskiej.